# Capo Otway
Capo Otway è un capo dell'Australia situato nella parte meridionale dello stato di Victoria. Costituisce il confine orientale della Grande Baia Australiana. 
Il capo fu scoperto il 7 dicembre 1800 da un navigatore britannico, il tenente James Grant, che lo chiamò Capo Albany Otway in onore del capitano William Albany Otway; in seguito rimase semplicemente la denominazione Capo Otway. Nel 1846 vi fu costruito un faro, che entrò in funzione nel 1848 e rimase in attività fino al 1994. Gran parte della zona vicino al faro ricade nel Parco Nazionale Great Otway.